# AB4ü Bay 04
Der AB4ü Bay 04 war ein Drehgestell-Durchgangswagen mit Seitengang, der mit der Blatt-Nr. 45 für die K.Bay.Sts.B. zum Einsatz im Schnellzugverkehr gebaut wurde. Als Wagen, der nur die erste Klasse führte, hatte er ursprünglich die Gattung AAü.

## Geschichte
Zum Ende des 19. Jahrhunderts wurden immer mehr grenzüberschreitende Schnellzugverbindungen eingeführt. Dies zwang die beteiligten Bahnverwaltungen im Rahmen des Wagenaustauschs auch entsprechend ausgerüstete Fahrzeuge zur Verfügung zu stellen. Da es sich bei diesen Bahngesellschaften um solche handelte, die Mitglieder im VDEV waren, bedurfte es nur geringer Ergänzungen zu den heimischen Ausrüstungsvorschriften, im Wesentlichen die unterschiedlichen Bremssysteme und Signalstützen.

## Beschaffung
Im Rahmen der Beschaffungen der zweiten Generation von Drehgestell-Durchgangswagen wurden 1904 von der Verwaltung der Königlich Bayerischen Eisenbahnen insgesamt fünf Wagen der 1.-Klasse für den Übergang nach Österreich beschafft, Gattung AA4ü. Mit dem Umbau 1921 wurde die Hälfte der Abteile unter Beibehaltung der Sitzanordnung und Ausstattung in solche der 2. Klasse umgezeichnet, nunmehr Gattung AB4ü.

## Konstruktive Merkmale

### Untergestell
Wie schon bei den Wagen nach Blatt 75 wurde der Grundrahmen des mit dem Wagenkasten verbundenen Untergestells komplett aus Holz aufgebaut, welches teilweise – z. B. für die äußeren Längsträger – mit aufgeschraubten Winkeleisen verstärkt wurde. Für die Querträger wurden ebenfalls hölzerne Profile verwendet. Man versprach sich durch diese Bauweise für hochwertige Wagen einen ruhigeren Lauf. Die hölzernen Querträger zur Aufnahme der Drehschemelpfannen wurden ebenfalls mit Winkeleisen armiert. Zur Unterstützung der äußeren Längsträger wurde wegen des großen Radstandes auf beiden Seiten ein Sprengwerk mit nachstellbaren Zugstangen angebaut. Die Pufferbohlen waren komplett aus Walzprofilen aufgebaut. Als Zugeinrichtung hatten die Wagen Schraubenkupplungen mit Sicherheitshaken nach VDEV, die Zugstange war durchgehend und mittig gefedert. Als Stoßeinrichtung besaßen die Wagen Stangenpuffer mit einer Einbaulänge von 650 mm, die Pufferteller hatten einen Durchmesser von 370 mm.

### Laufwerk
Die Wagen hatten Drehgestelle bayerischer Bauart mit kurzem Radstand mit aus Blechen und Winkeln genietetem Rahmen. Gelagert waren die Achsen in Gleitachslagern. Die Räder hatten Speichenradkörper der bayerischen Form 39 mit einem Raddurchmesser von 1.014 mm.
Wegen des großen Drehgestellabstands wurden das Untergestell durch ein räumliches Sprengwerk in der Ebene der äußeren Längsträger unterstützt.
Bremse: Handbremse im geschlossenen Übergang an einem Wagenende. Die Wagen waren mit Druckluftbremsen des Typs Westinghouse ausgestattet. Zusätzlich waren sie für den Übergang im internationalen Verkehr (Österreich) mit Henry-Bremsen sowie Hardy-Saugluftbremsen ausgerüstet.

### Wagenkasten
Das Wagenkastengerippe bestand aus einem hölzernen Ständerwerk. Es war außen mit Blech und innen mit Holz verkleidet. Die Seitenwände waren glatt und bis über die äußeren Längsträger heruntergezogen. Die Wagen besaßen ein Tonnendach der süddeutschen Bauart ohne Oberlichtaufbau.
Der Innenraum hatte insgesamt sechs Abteile mit gepolsterten Sitzen. Die Abteile waren mit Schiebetüren zum Seitengang hin abgeschlossen. Alle Sitzplätze konnten in Schlaflager umgewandelt werden. An beiden Wagenenden befanden sich Aborte, die mit Waschgelegenheiten kombiniert waren.
Zur Beheizung verfügten die Wagen über eine Dampfheizung.
Die Belüftung erfolgte über Dachlüfter bzw. über die versenkbaren Fenster.
Die Beleuchtung erfolgte durch Gaslampen. Die zwei Vorratsbehälter hingen in Wagenlängsrichtung am Rahmen. Ab den 1930er Jahren erfolgte eine Umrüstung auf elektrische Beleuchtung.

## Bemerkung
Im Jahr 1921 wurden die vorhandenen Wagen zu AB4ü Bay 04/21 umgebaut. Drei Abteile wurden zur 2. Klasse degradiert. Dabei wurden die Sitzanordnung (bisher 4 Personen im Abteil, nunmehr 6) und Sitzausstattung geändert. Mit dem Umbau von 1930 erfolgten Änderungen der Toiletteneinrichtungen und die Seitenwände der Abteilseiten wurden erneuert. Dabei wurden die bisherigen Doppelfenster je Abteil durch größere Einfachfenster ersetzt.

## Skizzen, Musterblätter, Fotos

Zeichnung zu AB4ü Bay 04
Zeichnung zu AB4ü Bay 04/21
Zeichnung zu AB4ü Bay 04/21/30

## Wagennummern
| 1904 | MAN | 151 | 151 |   | 21 001 Mü | 13 250 Mü | 13 250 Mü | xx/193x |  | 4 | HE, E |               | Pl; Wsbr; Hnr; Ahbr; | G | D | 2 | 24 (24) |  |  |  | AT |  |
| 1904 | MAN | 152 | 152 |   | 21 002 Mü | 13 251 Mü | 13 251 Mü | 1945?   |  | 4 | HE, E |               | Pl; Wsbr; Hnr; Ahbr; | G | D | 2 | 24 (24) |  |  |  | AT |  |
| 1904 | MAN | 153 | 153 | X |           |           |           | 11/1919 |  | 4 | HE, E |               | Pl; Wsbr; Hnr; Ahbr; | G | D | 2 | 24 (24) |  |  |  | AT |  |
| 1904 | MAN | 154 | 154 |   | 21 003 Mü | 13 252 Mü | 13 252 Mü | 02/1950 |  | 4 | HE, E | Altschadwagen | Pl; Wsbr; Hnr; Ahbr; | G | D | 2 | 24 (24) |  |  |  | AT |  |
| 1904 | MAN | 155 | 155 |   | 21 004 Mü | 13 253 Mü |           | xx/193x |  | 4 | HE, E |               | Pl; Wsbr; Hnr; Ahbr; | G | D | 2 | 24 (24) |  |  |  | AT |  |